# 水酸化銀(I)
水酸化銀(I)（すいさんかぎん）は、銀の水酸化物で、化学式AgOHで表される。

## 概要
硝酸銀(I)など銀(I)イオン Ag+ を含む冷水溶液にアンモニア水あるいは水酸化ナトリウム水溶液などを加えると、およそpH8.5以上で白色沈殿として生成するが、このものは熱的に非常に不安定であり、すぐに分解して褐色の酸化銀(I)となる。
{\displaystyle {\ce {Ag^+(aq) + OH^-(aq) -> AgOH(s)}}}
{\displaystyle {\ce {2 AgOH -> Ag2O + H2O}}}
室温では不安定な物質であり、容易に、酸化銀(I)と水に分解する。
水溶液中のアクア銀(I)イオンの酸解離定数は pKa = 12.0とされ、共役塩基である水酸化銀(I)の塩基解離定数は pKb = 2.0となる。
{\displaystyle {\ce {[Ag(H2O)n]^{+}(aq)\ <=>\ H^{+}(aq)\ +[Ag(OH)(H2O)_{n-1}](aq)\ ,}}} pKa = 12.0
{\displaystyle {\ce {AgOH\ <=>\ Ag^{+}(aq)\ +OH^{-}(aq)\ ,}}} {\displaystyle pK_{b}} = 2.0
また強塩基性水溶液中では、一部ジヒドロキシド銀(I)酸イオンが生じている。
{\displaystyle {\ce {AgOH\ + OH^-(aq)\ <=>\ [Ag(OH)2]^-(aq)}}}